# Kwame Karikari
Kwame Amponsah Karikari (Ho, 21 gennaio 1992) è un calciatore ghanese, attaccante del Kasetsart in prestito dal Nakhon Pathom Utd.

## Carriera

### Club
Nell'aprile del 2011 gli svedesi dell'AIK lo prelevano da una squadra ghanese, l'Inter Allies, e lo aggregano alla prima squadra facendogli anche giocare da titolare cinque partite, nonostante i 19 anni di età.
Karikari inizia la stagione 2012 in prestito al Degerfors, formazione militante in seconda serie, tuttavia nel mese di agosto è tornato alla base.
Nello stesso mese debutta in Europa League portando in vantaggio l'AIK sul campo del CSKA Mosca, rete che si rivelerà cruciale ai fini del passaggio del turno. Sempre in campo europeo, il 25 ottobre 2012 ha siglato il vantaggio dell'AIK in trasferta contro il PSV Eindhoven (poi finita 1-1).
In campionato invece ha realizzato 5 gol nelle prime 6 gare dal suo ritorno in nerogiallo, poi ha registrato 13 partite di astinenza da gol in campionato tra il settembre 2012 e il giugno 2013, quando si sbloccò segnando il gol partita sul campo dell'Helsingborg.
Pochi giorni più tardi, nel luglio 2013 è stato ceduto ai turchi del Balıkesirspor militanti in TFF 1. Lig. L'accordo tra i club prevedeva un prestito con possibilità di acquisto a titolo definitivo, ma i turchi non hanno fatto valere quest'opzione, così nel luglio 2014 Karikari è rientrato in Svezia.
L'Halmstad ha annunciato il suo ingaggio nel gennaio 2015 ma il giocatore, complice l'arrivo dell'attaccante James Keene a campionato già iniziato, ha dichiarato di voler trovare maggiore spazio. A giugno ottiene il ritorno in prestito in Turchia al Balıkesirspor, ma in 12 presenze non ha mai trovato la via del gol.
Nel 2016 ha iniziato la stagione in Norvegia all'Haugesund, ma nel mese di agosto dello stesso anno si è trasferito allo Stal' Kam"jans'ke nella massima serie ucraina.
La sua carriera è proseguita in Qatar, rispettivamente all'Al-Markhiya e all'Al-Arabi, poi è approdato in Azerbaigian al Neftçi Baku (allenato dall'italiano Roberto Bordin) dove però ha collezionato solo 8 presenze prima di essere girato in prestito negli Emirati Arabi Uniti all'Al-Urooba.
Nel luglio del 2019 ha firmato un contratto di 1+1 anni con i georgiani della Dinamo Tbilisi.

### Nazionale
Nel 2011 ha giocato 2 partite nella nazionale ghanese Under-20.

## Palmarès

### Club

#### Competizioni nazionali
- Campionato georgiano: 1

Dinamo Tbilisi: 2019